# Кажбанова, Бакиза
Кажбанова Бакиза (1907) - участница женского движения в Казахстане. Родилась в 1907 году на территории современного Каратобинского района Уральской области.

## Образование
Окончила Уральскую губсовпарт-школу в 1927 году, Всесоюзный коммунистический сельскохозяйственный университет имени Свердлова в Москве в 1937 году, ленинские курсы при ЦК Компартии Казахстана в 1946 году.

## Профессиональная карьера
С 1930 года является членом КПСС. В 1925-1940 годах являлась заведующим женотделом Каратобинского волкома, Джамбейтинского укома, Сламыкенского (Фурмановского) райкома партии, зав.женсектором Уральского кружкома ВКП(б). Далее, в 1940-1946 годах  работала на должности инструктора ЦК Компартии Казахстана, зав.отделом исполкома Нальчикского горсовета Кабардино-Балкарской АССР, затем в аппарате ЦК Компартии Казахстана.
В 1946 — 1949 годах занимала пост заместителя министра мясомолочной промышленности Казахской ССР, в 1949-1952 годах - 2ой секретарь Ала-атинского горкома партии, секретарь Кустанайского обкома партии, ответственный работник Министерства хлебопродуктов Казахской ССР.  Была делегат четвертого и шестого съездов КП(б) Казахстана, на шестом съезде  в 1952 году избиралась членом Ревизинной комиссии Компартии Казахстана. Награждена орденами и медалями СССР.
С 1963 года — персональный пенсионер союзного значения.